# Puchar świata w piłce siatkowej
Puchar świata w piłce siatkowej – nieistniejący turniej siatkarski rozgrywany od 1965 do 2019 co 4 lata, z wyjątkiem 1973 r. W 1991 r. została zmieniona formuła turnieju. Zawody mające się odbyć w 1993 r. wyjątkowo przeniesiono na 1991 r. Od tego momentu turniej był zawsze rozgrywany w Japonii, poprzedzając rok Igrzysk Olimpijskich, do których był równocześnie pierwszym turniejem kwalifikacyjnym, jak również nie kolidował z Pucharem Wielkich Mistrzów (rozgrywanym od 1993 do 2017 r.).

## Historia Pucharu Świata
Pierwsza edycja Pucharu Świata siatkarzy odbyła się w 1965 r. w Warszawie. Wzięło w nim udział 11 reprezentacji. Polska zdobyła srebrny medal. W 3 kolejnych edycjach, w których polska reprezentacja wzięła udział, Polacy nie stanęli na podium. W latach 2011 i 2019 Polacy powtórzyli sukces z 1965 roku.
Puchar świata siatkarek po raz pierwszy odbył się w 1973 r. w Montevideo. Polki zagrały w nim w 2003 r., zajmując 8. miejsce i w 2007 roku zajmując 6. miejsce.

## Medaliści pucharu świata

### Siatkarze
| Edycja | Rok  | Gospodarz | Złoto             | Srebro   | Brąz              | Miejsce Polski |
| ------ | ---- | --------- | ----------------- | -------- | ----------------- | -------------- |
| I      | 1965 | Warszawa  | ZSRR              | Polska   | Czechosłowacja    | Srebrny medal  |
| II     | 1969 | Berlin    | NRD               | Japonia  | ZSRR              | 8. miejsce     |
| III    | 1977 | Tokio     | ZSRR              | Japonia  | Kuba              | 4. miejsce     |
| IV     | 1981 | Tokio     | ZSRR              | Kuba     | Brazylia          | 4. miejsce     |
| V      | 1985 | Tokio     | Stany Zjednoczone | ZSRR     | Czechosłowacja    | n/s            |
| VI     | 1989 | Tokio     | Kuba              | Włochy   | ZSRR              | n/s            |
| VII    | 1991 | Tokio     | ZSRR              | Kuba     | Stany Zjednoczone | n/s            |
| VIII   | 1995 | Tokio     | Włochy            | Holandia | Brazylia          | n/s            |
| IX     | 1999 | Tokio     | Rosja             | Kuba     | Włochy            | n/s            |
| X      | 2003 | Tokio     | Brazylia          | Włochy   | Serbia            | n/s            |
| XI     | 2007 | Tokio     | Brazylia          | Rosja    | Bułgaria          | n/s            |
| XII    | 2011 | Tokio     | Rosja             | Polska   | Brazylia          | Srebrny medal  |
| XIII   | 2015 | Tokio     | Stany Zjednoczone | Włochy   | Polska            | Brązowy medal  |
| XIV    | 2019 | Hiroszima | Brazylia          | Polska   | Stany Zjednoczone | Srebrny medal  |

### Siatkarki
| Edycja | Rok  | Gospodarz  | Złoto   | Srebro            | Brąz              | Miejsce Polski |
| ------ | ---- | ---------- | ------- | ----------------- | ----------------- | -------------- |
| I      | 1973 | Montevideo | ZSRR    | Japonia           | Korea Południowa  | n/s            |
| II     | 1977 | Tokio      | Japonia | Kuba              | Korea Południowa  | n/s            |
| III    | 1981 | Osaka      | Chiny   | Japonia           | ZSRR              | n/s            |
| IV     | 1985 | Tokio      | Chiny   | Kuba              | ZSRR              | n/s            |
| V      | 1989 | Nagoya     | Kuba    | ZSRR              | Chiny             | n/s            |
| VI     | 1991 | Osaka      | Kuba    | Chiny             | ZSRR              | n/s            |
| VII    | 1995 | Osaka      | Kuba    | Brazylia          | Chiny             | n/s            |
| VIII   | 1999 | Osaka      | Kuba    | Rosja             | Brazylia          | n/s            |
| IX     | 2003 | Osaka      | Chiny   | Brazylia          | Stany Zjednoczone | 8. miejsce     |
| X      | 2007 | Osaka      | Włochy  | Brazylia          | Stany Zjednoczone | 6. miejsce     |
| XI     | 2011 | Tokio      | Włochy  | Stany Zjednoczone | Chiny             | n/s            |
| XII    | 2015 | Tokio      | Chiny   | Serbia            | Stany Zjednoczone | n/s            |
| XIII   | 2019 | Osaka      | Chiny   | Stany Zjednoczone | Rosja             | n/s            |